# Rail Baltica
Rail Baltica er et prioriteret projekt i den Europæiske Unions Transeuropæiske Transportnetværk (TEN-T). Formålet med projektet er at forbinde Finland, Baltikum og Polen med en jernbane, og også forbedre forbindelsen mellem Central- og Østeuropa og Tyskland. Projektet går ud på at etablere en ubrudt jernbaneforbindelse fra Tallinn i Estland til Warszawa i Polen, som skal gå via Riga i Letland og Kaunas i Litauen.
Afsnittet fra Helsinki til Tallinn skal betjenes af eksisterende kommercielle færgeforbindelser. I fremtiden kan en foreslået Helsinki-Tallinn-tunnel muliggøre jernbaneforbindelse direkte mellem de to hovedstæder. Længden af den samlede jernbaneforbindelse mellem Tallinn og Warszawa vil blive på mindst 950 kilometer.